# لاري شو (مخرج)
لاري شو (بالإنجليزية: Larry Shaw)‏ هو مخرج أمريكي، ولد في القرن العشرين في الولايات المتحدة.

## وصلات خارجية
- لاري شو على موقع IMDb (الإنجليزية)
- لاري شو على موقع ألو سيني (الفرنسية)
- لاري شو على موقع أول موفي (الإنجليزية)
- لاري شو على موقع قاعدة بيانات الأفلام السويدية (السويدية)
- لاري شو على موقع قاعدة بيانات الفيلم (الإنجليزية)
- لاري شو على موقع كينوبويسك (الروسية)